# الإمبراطور دايجو
إمبيرور دايجو (باليابانية: 醍醐天皇) هو حاكم ‏ ياباني، ولد في 6 فبراير 885 في كيوتو في اليابان، وتوفي بنفس المكان في 23 أكتوبر 930.

## وصلات خارجية
- إمبيرور دايجو على موقع الموسوعة البريطانية (الإنجليزية)